# Margaretha van Valois (1553-1615)
Margaretha van Valois, bijgenaamd la Reine Margot of koningin Margot (Saint-Germain-en-Laye, 14 mei 1553 — Parijs, 27 maart 1615) was koningin van Navarra van 1572 tot 1599, en tevens koningin van Frankrijk van 1589 tot 1599. Zij was een dochter van Hendrik II en Catharina de' Medici en een zuster van Elisabeth van Valois die met Filips II van Spanje huwde.
Margaretha zocht de omgang met de intellectuelen aan haar hof, maar leefde zeer losbandig. Haar moeder maakte zich onophoudelijk zorgen over haar, vanwege haar al te uitdagende oogopslag, haar levenslust en haar liefdesavontuurtjes. Vooral haar passionele verhouding met Hendrik I van Guise werd (na het onderscheppen van een liefdesbrief) door haar moeder en haar broers ten zeerste afgekeurd en bestraft.
Ter bezegeling van de verzoening tussen hugenoten en rooms-katholieken werd zij gedwongen in het huwelijk te treden met Hendrik van Bourbon, koning van Navarra. Het huwelijksfeest op 18 augustus 1572 werd de aanleiding tot de Bartholomeusnacht.
In 1589 werd haar echtgenoot als Hendrik IV koning van Frankrijk. Hendrik IV liet echter het kinderloze huwelijk in 1599 door paus Clemens VIII ontbinden.
Daarbij werden, naast de kinderloosheid, als redenen aangevoerd dat Margaretha om politieke redenen gedwongen was geweest in het huwelijk toe te stemmen en dat Hendrik en Margaretha te naaste familie waren (zij hadden dezelfde overgrootvader). Margaretha kreeg voor haar toestemming in de nietigverklaring van het huwelijk een pensioen en aanmerkelijke landschenkingen. Ook werden haar schulden kwijtgescholden en mocht ze de titel 'koningin van Frankrijk' behouden.
Na de nietigverklaring van hun huwelijk werd de verhouding tussen Hendrik en 'la Reine Margot' veel beter, en ook met Hendriks tweede vrouw Maria de' Medici had Margaretha een nauwe vriendschap. Lodewijk XIII zou bij haar overlijden in 1615 haar erfgenaam worden.
Zij schreef opmerkelijke Mémoires, waarin zij in een levendige stijl zichzelf weet te tekenen. Verder schreef zij ook gedichten en brieven die o.a. door Ronsard werden geprezen.

## Memoires
- Mémoires et Lettres de Marguerite de Valois, 1628
  - Memoirs of Marguerite de Valois, 1984 - Engelse vertaling